# Thalamorrhyncha albifascialis
Thalamorrhyncha albifascialis är en fjärilsart som beskrevs av George Francis Hampson 1917. Thalamorrhyncha albifascialis ingår i släktet Thalamorrhyncha och familjen mott. Inga underarter finns listade i Catalogue of Life.